# Campionati europei di sollevamento pesi 1931
I Campionati europei di sollevamento pesi 1931, 24ª edizione della manifestazione, si svolsero a Lussemburgo dal 3 al 4 ottobre 1931.

## Formula
La formula prevedeva tre serie di sollevamenti:
- sollevamento a distensione a due mani;
- sollevamento a strappo a due mani;
- sollevamento a slancio a due mani.

## Titoli in palio
| Categoria            | Eventi        |
| -------------------- | ------------- |
| Pesi piuma           | 60 kg         |
| Pesi leggeri         | 67,5 kg       |
| Pesi medi            | 75 kg         |
| Pesi massimi leggeri | 82,5 kg       |
| Pesi massimi         | Oltre 82,5 kg |

## Risultati
| Evento         | Oro              | Oro   | Argento          | Argento | Bronzo            | Bronzo |
| -------------- | ---------------- | ----- | ---------------- | ------- | ----------------- | ------ |
| 60 kg.         | Saleh Soliman    | 282,5 | Eugen Mühlberger | 270,0   | Rudolf Troppert   | 270,0  |
| 67,5 kg.       | Hans Haas        | 317,5 | Kurt Helbig      | 302,5   | Mohamed Youssef   | 300,0  |
| 75 kg.         | Rudolf Ismayr    | 342,5 | Carlo Galimberti | 332,5   | Antar Arafa       | 327,5  |
| 82,5 kg.       | Hussein Moukhtar | 357,5 | Nic Scheitler    | 350,0   | Franz Hirn        | 342,5  |
| Oltre 82,5 kg. | El-Sayed Nosseir | 397,5 | Nikolaus Rieß    | 367,5   | Josef Straßberger | 365,0  |

## Medagliere
| Posiz. | Nazione     | Oro | Argento | Bronzo | Totale |
| ------ | ----------- | --- | ------- | ------ | ------ |
| 1      | Egitto      | 3   | 0       | 2      | 5      |
| 2      | Germania    | 1   | 3       | 1      | 5      |
| 3      | Austria     | 1   | 0       | 2      | 3      |
| 4      | Italia      | 0   | 1       | 0      | 1      |
| 4      | Lussemburgo | 0   | 1       | 0      | 1      |
| Totale | Totale      | 5   | 5       | 5      | 15     |